# О’Брайен, Эдмонд
Эдмонд О’Брайен (англ. Edmond O'Brien; 10 сентября 1915, Нью-Йорк, Нью-Йорк — 9 мая 1985, Инглвуд, Калифорния) — американский актёр кино и телевидения.

## Биография
Эдмонд О’Брайен родился в Нью-Йорке. Дебют в кино состоялся в 1938 году. Во время Второй мировой войны служил в военно-воздушных силах США. Среди его работ — главные роли в нуарах «Убийцы» (1946), «Мёртв по прибытии» (1950) и «Попутчик» (1953), роли второго плана в вестернах «Человек, который застрелил Либерти Вэланса» (1962) и «Дикая банда» (1969), политическом триллере «Семь дней в мае» (1964). О’Брайен был награждён «Оскаром» за лучшую роль второго плана в мелодраме «Босоногая графиня» (1954). Много снимался в телевизионных сериалах.
О’Брайен был женат дважды: на актрисах Нэнси Келли и Ольге Сан-Хуан (с 1948 по 1976 год). Сан-Хуан стала матерью трёх его детей: телепродюсера Бриджет, актрисы Марии и актёра озвучивания Брендана (род. 1962). Умер в Инглвуде (Калифорния) от болезни Альцгеймера.
За заслуги в кинематографе и на телевидении в его честь было заложено две звезды на голливудской «Аллее славы».

## Избранная фильмография
- 1939 — Горбун из Нотр-Дама / The Hunchback of Notre Dame — Гренгуар
- 1946 — Убийцы / The Killers — Джим Риордан
- 1947 — Паутина / The Web — Боб Риган
- 1947 — Двойная жизнь / A Double Life — Билл Френд
- 1948 — Акт убийства / An Act of Murder — Дэвид Дуглас
- 1949 — Белая горячка / White Heat — Хэнк Феллон / Вик Пардо
- 1950 — Мёртв по прибытии / D.O.A. — Фрэнк Бигелоу
- 1950 — Между полночью и рассветом / Between Midnight and Dawn — Дэн Пёрвис
- 1950 — 711 Оушен Драйв / 711 Ocean Drive — Мэл Грейнджер
- 1950 — Ответный огонь / Backfire — Стив Коннолли
- 1951 — Родственные души / Two of a Kind — Майк Фаррелл
- 1952 — Поворотная точка / The Turning Point — Джон Конрой
- 1953 — Попутчик / The Hitch-Hiker — Рой Коллинз
- 1953 — Юлий Цезарь / Julius Caesar — Каска
- 1953 — Двоеженец / The Bigamist — Гарри Грэм
- 1953 — Мужчина в темноте / Man in the Dark — Стив Роули
- 1954 — Шанхайская история / The Shanghai Story — доктор Дэн Мейнард
- 1954 — Босоногая графиня / The Barefoot Contessa — Оскар Малдун
- 1954 — Щит для убийства / Shield for Murder — Барни Нолан
- 1956 — День «Д», 6 июня / D-Day the Sixth of June — лейтенант-полковник Александр Тиммер
- 1956 — Крик в ночи / A Cry in the Night — Дэн Тэггерт
- 1956 — 1984 — Уинстон Смит
- 1962 — Человек, который застрелил Либерти Вэланса / The Man Who Shot Liberty Valance — Даттон Пибоди
- 1962 — Любитель птиц из Алькатраса / Birdman of Alcatraz — Томас «Том» Гэддис
- 1962 — Самый длинный день / The Longest Day — генерал Рэймонд Д. Бартон
- 1964 — Семь дней в мае / Seven Days in May — сенатор Рэймонд Кларк
- 1966 — Фантастическое путешествие / Fantastic Voyage — генерал Картер
- 1969 — Дикая банда / The Wild Bunch — Фредди Сайкс
- 1973 — Лаки Лучано / Lucky Luciano — комиссар Гарри Дж. Энслингер

## Награды
- 1955 — премия «Оскар» за лучшую роль второго плана («Босоногая графиня»)
- 1955 — премия «Золотой глобус» как лучшему актёру второго плана («Босоногая графиня»)
- 1965 — премия «Золотой глобус» как лучшему актёру второго плана («Семь дней в мае»)
- 1963 — премия Western Heritage Awards («Человек, который застрелил Либерти Вэланса»)